# Claudia Islas
Elizabeth Islas Brasdefer (Pachuca, Hidalgo, 17 de julio de 1946), conocida como Claudia Islas, es una actriz mexicana.

## Biografía y carrera
Es hija de Luis Roberto Islas y María Luisa Brasdefer. Islas realizó estudios de actuación y posteriormente inició su carrera en 1960 como modelo para anuncios de televisión, lo que le abrió la posibilidad de ingresar al cine, luego trabajó en la televisión y el teatro.
Islas fue considerada una de las actrices más bellas durante la época de los años 60 y 70 y fue conocida como la Brigitte Bardot mexicana y la Supergüera debido a su característico rubio platinado.
Debutó en la pantalla grande en 1967 con la cinta Los años verdes y actuó en películas como: Despedida de casada (1968), Alerta, alta tensión (1969), Modisto de señoras (1969), Jóvenes de la zona rosa (1970), Águilas de acero (1971), La hora desnuda (1971), Todos los pecados del mundo (1972), Los indomables (1972), Los doce malditos (1974), Más negro que la noche (1975), Gypsy (1979), Las tentadoras (1980) y Las piernas del millón (1981). 
También participó en numerosas telenovelas como Marisol, Baila conmigo y Catalina y Sebastián, siendo su última participación en la producción venezolana Ángel rebelde de 2004, para posteriormente retirarse del mundo del entretenimiento.

## Vida personal

### Controversias
Tras el fallecimiento de Juan Gabriel en 2016, fue acusada de haber sido la causante del encarcelamiento del antedicho cantante en el Palacio de Lecumberri. De acuerdo con lo reportado, entre 1970 y 1971, Islas acusó a Juan Gabriel de un robo en su casa mientras este era invitado en una fiesta que ella misma había organizado. El hecho provocó que el cantante permaneciera encarcelado durante 18 meses. Islas no aclaró si el rumor era cierto o falso, y por su parte, Juan Gabriel nunca reveló quién fue su acusadora.

## Filmografía

### Telenovelas
- Ángel rebelde (2004) - Enriqueta Andueza vda. de Covarrubias
- Por ti (2002) - Virginia Montalbán
- Catalina y Sebastián (1999) - Adela Rivadeneira
- El alma no tiene color (1997) - Begoña Roldán
- Marisol (1996) - Amparo de Garcés del Valle
- Corazón salvaje (1993-1994) - Sofía Montiel Vda. de Alcázar y Valle
- Baila conmigo (1992) - Nelly Moll
- Pasión y poder (1988) - Nina Montenegro
- Tú eres mi destino (1984) - Rebeca
- Tania (1980) - Tania
- Amor prohibido (1979-1980) - Magda
- Pacto de amor (1977) - Delia
- La tierra (1974-1975) - Lucía
- Cartas sin destino (1973) - Procopia "Propia"
- Me llaman Martina Sola (1972) - Irene
- La cruz de Marisa Cruces (1971) - Violeta
- Sin palabras (1969) - Nathalie
- El retrato de Dorian Gray (1969)

### Cine
- Reclusorio III (1999)
- La venganza del silla de ruedas (1993) - Sara Reynolds
- La guerra de los bikinis (1990)
- Milagro en el barrio (1990) - Cristina
- Fiesta de sangre (1989)
- Si las mujeres mandaran (o mandasen) (1982) - María
- La pachanga (1981) - Carmen
- Las piernas del millón (1981)
- ... Y hacemos de... tocho morocho (1981) - Beatriz
- Los mantenidos (1980)
- Morir de madrugada (1980) - Daniela Parra
- Las tentadoras (1980)
- Gypsy (1979)
- Lecciones de poesía (1978) (cortometraje)
- Una noche embarazosa (1977)
- Volver, volver, volver (1977) - Esperanza Reyes
- Más negro que la noche (1975) - Ofelia Escudero
- El secuestro (1974)
- Conserje para todo (1974) - Jackie
- Los doce malditos (1974)
- Besos, besos... y más besos (1973)
- Los indomables (1972)
- Los ángeles de la tarde (1972)
- Cayó de la gloria el diablo (1972) - Esperanza/Popea
- Todos los pecados del mundo (1972)
- Yo sé quién eres (te he estado observando) (1971) - Rosaura Lago
- Bajo el ardiente sol (1971)
- La hora desnuda (1971)
- Para servir a usted (1971) - Violeta
- Los corrompidos (1971)
- Los Juniors (1970) - Clarissa
- Las cadenas del mal (1970)
- Jóvenes de la zona rosa (1970) - Diana
- Los siete proscritos (1969) - Perla Jackson
- Modisto de señoras (1969) - Rebeca
- ¡Persíguelas y... alcánzalas! (1969) - Nelly
- Con licencia para matar (1969) - Adriana
- La Marcha de Zacatecas (1969) - María Isabel
- Juegos de alcoba (1969) - Sofía
- El hijo pródigo (1969) - Amante de Mario
- Alerta, alta tensión (1969) - Orquídea
- Tres amigos (1968) - Helena
- Despedida de casada (1968)
- La Insaciable (1968)
- Caballos de acero (1967)
- Los años verdes (1967)

### Series de televisión
- ¿Qué nos pasa? (1998)
- Hora marcada (1986)

## Premios y nominaciones

### Premios TVyNovelas
| Año  | Categoría            | Trabajo nominado | Resultado |
| ---- | -------------------- | ---------------- | --------- |
| 1994 | Mejor primera actriz | Corazón salvaje  | Ganadora  |
| 1989 | Mejor villana        | Pasión y poder   | Nominada  |

### Premios ACE
| Año  | Categoría                  | Trabajo nominado | Resultado |
| ---- | -------------------------- | ---------------- | --------- |
| 1994 | Mejor coactuación femenina | Corazón salvaje  | Ganadora  |